# Dihoplus
Dihoplus  es un género extinto de rinocerontes que vivieron en Eurasia entre hace 12,7 millones de años hasta hace aproximadamente 10.000 años antes del presente, entre el Mioceno y el Pleistoceno.

## Especies
Las especies clasificadas dentro de este género son:
- † Dihoplus bethlehemsis
- † Dihoplus kirchbergensis (Jäger 1839),[1] rinoceronte de Merck
- † Dihoplus schleiermacheri (Kaup 1834)[2]
- † Dihoplus pikermiensis (Toula 1906)[1]
- † Dihoplus ringstroemi (Arambourg 1959)[1]